# Bajka o leniuszku
Bajka o leniuszku (ros. Сказка про лень, Skazka pro len) – radziecki krótkometrażowy film animowany z 1976 roku w reżyserii Jurija Prytkowa. Scenariusz napisała Ludmiła Zubkowa. Bajka dla dzieci o tym, jak źle być leniem.

## Obsada
- Wiaczesław Niewinny jako narrator

## Animatorzy
Anatolij Abarienow, Władimir Arbiekow, Aleksiej Bukin. Fiodor Jełdinow, Nikołaj Fiodorow, Władimir Szewczenko